# Czetyrman
Czetyrman (ros. Четырман) – wieś (sieło) w Rosji, w Baszkortostanie, w rejonie janaulskim. W 2010 liczyła 188 mieszkańców.